# Acacia palustris
Acacia palustris é uma espécie de leguminosa do gênero Acacia, pertencente à família Fabaceae.